# Chris Rock: Tamborine
Chris Rock: Tamborine es un especial de comedia stand-up que se estrenó en Netflix el 14 de febrero de 2018, protagonizado por el comediante Chris Rock . Es el sexto especial para Rock y el primero para Netflix . También es el primer especial de stand-up de Rock en diez años. 

## Recepción
Rotten Tomatoes le da a la película una calificación de aprobación del 100%, basada en 23 reseñas, con una calificación promedio de 7.5 / 10 y el consenso crítico del sitio web dice: "Chris Rock reafirma sus credenciales como una de las figuras preeminentes de la comedia en Tamborine, un stand introspectivo acto entregado con nueva sensibilidad y exuberancia de marca ".
Kelly Lawler, de USA Today, escribió: "Tamborine está plagado de humor político y observaciones puntuales sobre la raza en el estilo habitual de Rock, pero el especial es principalmente sobre el propio Rock, una pieza autorreflexiva en la que se responsabiliza de sus errores".
Kristen Baldwin de Entertainment Weekly le dio al programa una calificación de B + y escribió: "Tamborine nunca se oscurece, ni Rock realmente difumina la línea entre el set de comedia y la sesión de terapia ... nunca pierde de vista la comedia, incluso cuando distribuye la sabiduría ganada con tanto esfuerzo que proviene del arrepentimiento ".